# S Club 7 w Los Angeles
S Club 7 w Los Angeles (2000, L.A. 7) – serial fabularny produkcji brytyjskiej.
Jest emitowany na kanale KidsCo. Jest to piąty serial fabularny na tym kanale. 

## Fabuła
Serial jest kontynuacją S Club 7 w Miami. Po wyjeździe Howarda i Marvin z Miami grupa przez przypadek natrafia na Joni, która mieszka w apartamencie. Razem z nią młody zespół wciąż ćwiczy by stać się sławnym.

## Obsada
- Tina Barrett
- Paul Cattermole
- Jon Lee
- Bradley McIntosh
- Jo O’Meara
- Hannah Spearritt
- Rachel Stevens
- Linda Blair – Joni Witherspoon

## Spis odcinków
1. Into the Unknown
2. Clever Camp
3. Hello Hollywood
4. Misguided
5. The News
6. Prom
7. House-Sitting
8. Mr. Muscle
9. Fallout
10. Game Boy
11. Making Movies
12. Working
13. Goodbye Hollywood